# Iglesia de Santa María (Adigna)
La iglesia de Santa María de Adina es un templo católico de entre los siglos xii y xvi ubicado en la parroquia de Adigna, en Portonovo, Pontevedra (Galicia, España).

## Historia
La iglesia, levantada en una pequeña elevación de terreno que al parecer fue el lugar de asentamiento de un castro en el que se celebraban rituales paganos, se halla construida sobre los restos de un templo fechado en el siglo xii (supuestamente en el año 1170) dedicado a rendir culto a la diosa romana Minerva, copia de la diosa griega Atenea; posteriormente se dedicaría a Ataecina y, tras la evangelización de la zona, a Santa María La Digna, denominándose actualmente Adina a causa de la galleguización del topónimo. De este antiguo templo románico se conservan los muros y los aleros de la nave, siendo el resto del santuario del siglo xvi. 

## Descripción

### Exterior

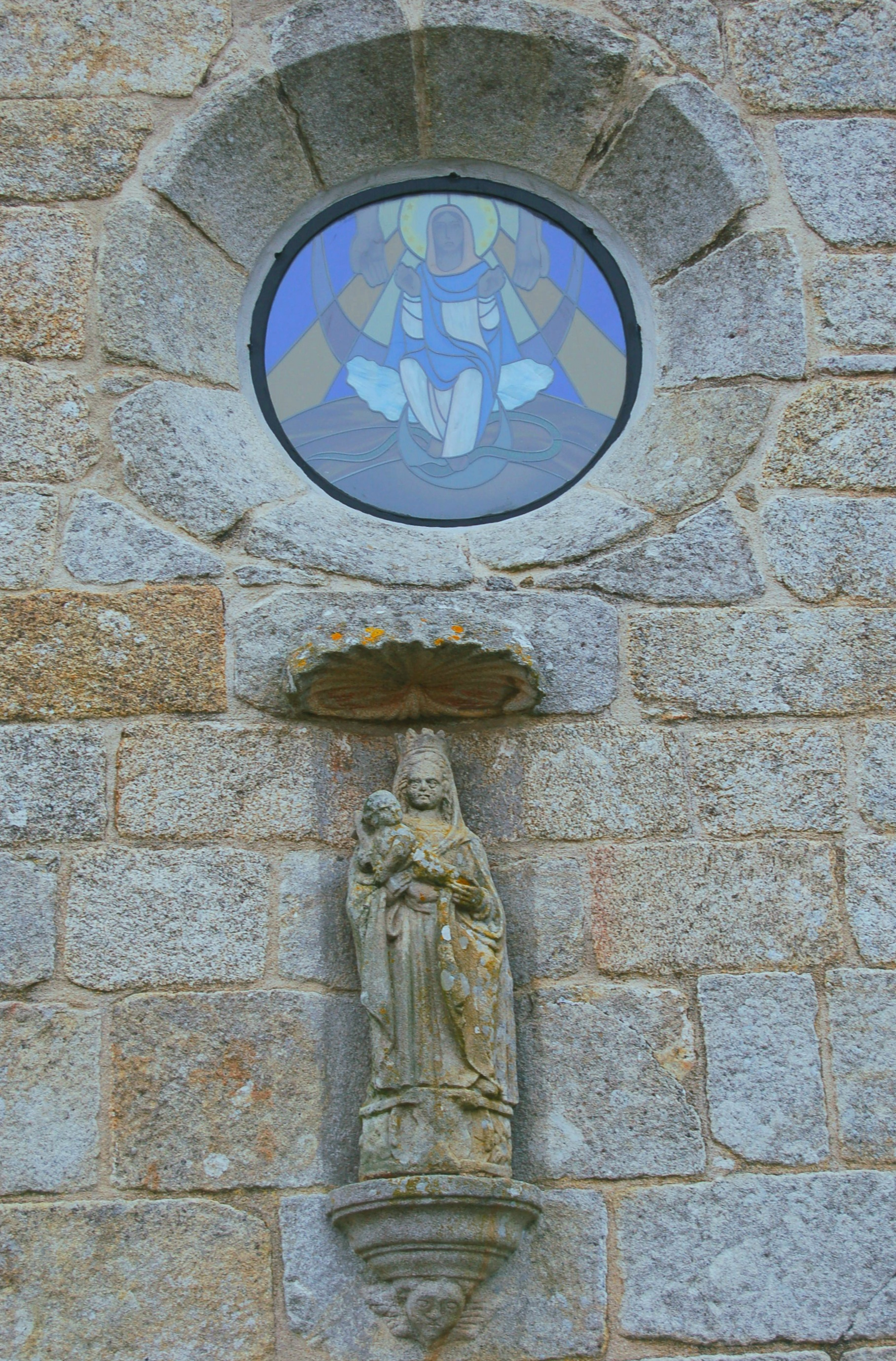
Óculo e imagen pétrea de la Virgen con el Niño.

La iglesia, realizada en mampostería de piedra y visible a varios cientos de metros de distancia gracias a la colina sobre la que se erige, muestra sobre la portada renacentista, rematada en arco de medio punto con cinco dovelas de gran rosca, una imagen pétrea de la Virgen con el Niño bajo una aureola con forma de concha de vieira (similar a la ubicada en la fachada de la Iglesia de San Ginés de Padriñán) y, sobre esta, un óculo con derrame interno y un vitral en el que se muestra nuevamente a la Virgen, destacando a la derecha un campanario de base cuadrada rematado por pináculos y compuesto por un arco peraltado en cada cara el cual alberga dos campanas actualmente electrificadas: una pequeña, fechada en 1913, y una grande, fechada en 1916, ambas fundidas en los talleres de Santa Mariña de Arcos da Condesa, en Caldas de Reyes.
De cubierta a dos aguas con dos alturas y teja árabe, bajo la cornisa de los muros laterales se aprecian canecillos con formas antropomórficas y de animales, mientras que en un lateral se halla una figura pétrea la cual representa un falo semejante a los ubicados en los tejados de los hórreos, en los que alude a la fertilidad, aunque en este caso muestra la fatalidad con la que era vista la sexualidad en la Edad Media. Por su parte, el recinto que rodea la iglesia, cercado por muros de piedra, alberga el que hasta mediados de la década de 1950 fue el cementerio parroquial, destacando a su vez un hórreo frente al atrio.

### Interior

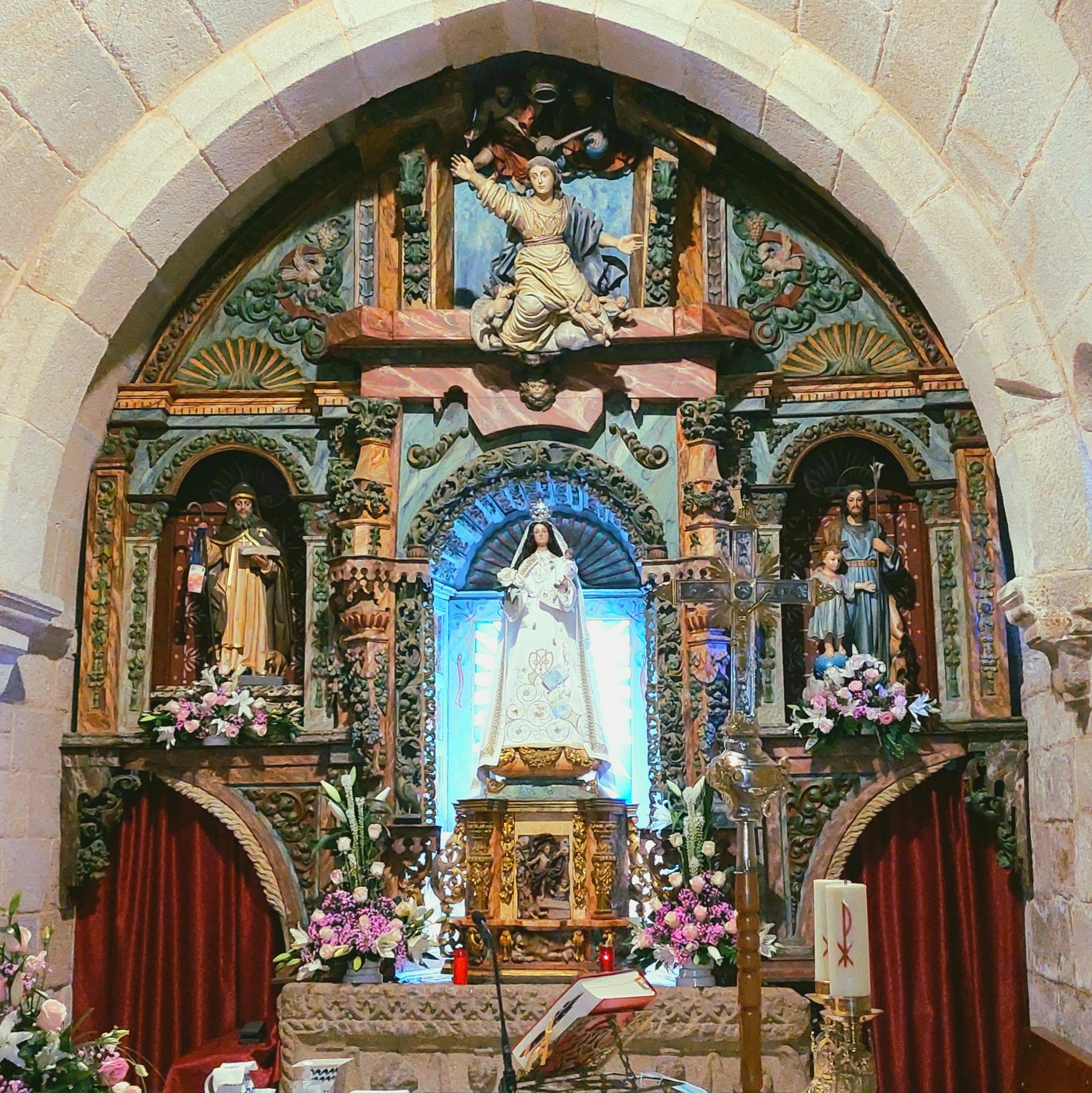
Retablo mayor.

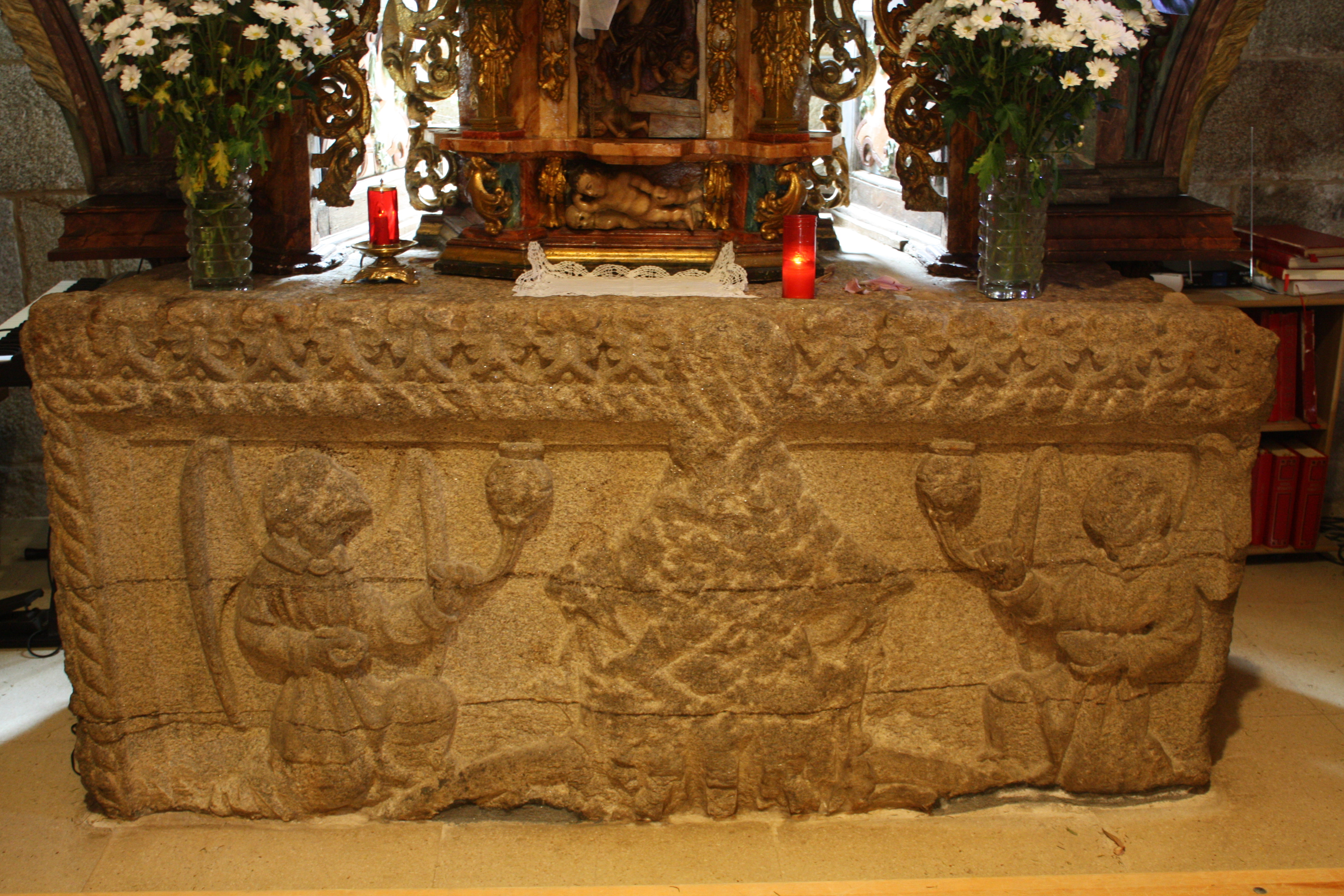
Baldaquino.

El interior, de planta rectangular y una sola nave con techo de madera y cuatro capillas (una en el ábside, dos en la entrada y una del siglo xvi ubicada junto al presbiterio), destaca por su luminosidad y por el contraste entre las grandes dimensiones de la nave y el pequeño tamaño del ábside, cubierto con bóveda de cañón y de altura inferior en el cual se halla un retablo barroco policromado de un cuerpo y tres calles con ático, destacando tonos dorados para los estípites y las pilastras y verdes para los relieves (consistentes principalmente en guirnaldas), todo ello presidido por una imagen de vestir de la Virgen con el Niño situada en una peana sobre el sagrario, dentro de una hornacina con fondo parcialmente acristalado rematada en arco de medio punto y enmarcada por estípites ricamente ornamentados. En los extremos, a distinto nivel horizontal, destacan a la izquierda una talla de San Antonio Abad y a la derecha una imagen de San José, hallándose en el ático, separado del único cuerpo del retablo por una prominente moldura veteada de la que parten dos pilastras rematadas por notables guardapolvos, una representación de la Virgen al momento de ser coronada durante su Asunción (en algunas tallas del retablo pueden apreciarse con frecuencia billetes donados por devotos). Sirviendo de pie al retablo mayor, destaca la parte inferior de un baldaquino la cual presenta una imagen picada de la Anunciación anteriormente ubicada en el frontal del osario del templo.
En ambos extremos del arco que conduce al altar sobresalen, a la izquierda y bajo un gran cuadro de la Divina Misericordia, una diminuta representación de la Piedad, y a la derecha, un retablo con policromía granate presidido, bajo un arco de medio punto y entre estípites dorados, por una gran escultura de San Miguel Arcángel bajo la cual se halla un relieve del Buen Pastor cargando la oveja perdida sobre sus hombros, resaltando en la zona superior altorrelieves monocromáticos de San Pedro y San Pablo. Próximas a la entrada del santuario se hallan dos pequeñas capillas: la de la derecha alberga una rudimentaria pila bautismal labrada en piedra, mostrando la de la izquierda un retablo policromado de dos niveles horizontales rematado por un ático en forma de arco escarzano con cuatro pilastras y una hornacina rectangular, presidido todo ello por una imagen de vestir de la Virgen del Rosario situada entre cuatro pilares salomónicos con rica ornamentación barroca de hojarasca y rematados por capiteles corintios bajo una moldura de la que parten las pilastras del ático. Destaca a su vez la sacristía del templo, con techo abovedado y una antigua pila bautismal con forma de concha, mientras que a la derecha de la puerta de entrada se ubica una escalera de caracol que conduce a la tribuna, la cual posee balaustrada de madera.

#### Capilla del sigloxvi

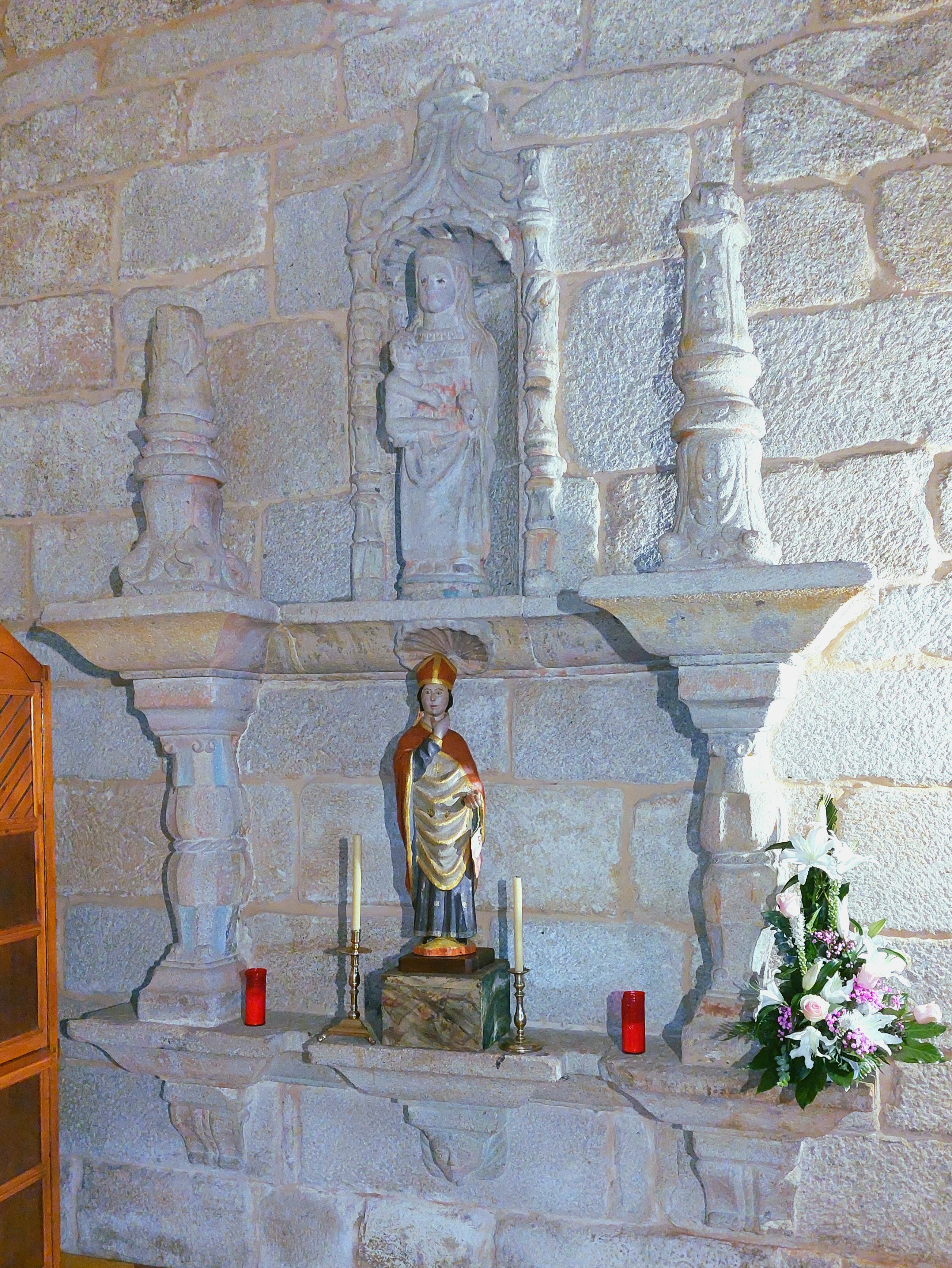
Retablo pétreo.

Dedicada inicialmente a la Inmaculada Concepción, la capilla, con bóveda de crucería y contrafuertes angulares, fue erigida en la segunda mitad del siglo xvi por el mercader Juan de Moraña y su esposa María Domínguez o, según el Archivo Histórico Nacional, por uno de sus hijos, el capitán Sebastián Moraña:

Juro a favor de los patronos de la capilla de Nuestra Señora de la Concepción fundada por Sebastián Moraña, en la iglesia de Santa María en la villa de Portonovo de 15 000 maravedís.

Existe no obstante la posibilidad de que fuese únicamente María Domínguez quien fundase la capilla debido a otro documento existente en el Archivo Histórico Nacional, aunque en el mismo no se habla de una iglesia sino de un monasterio, el cual se hallaba además bajo la advocación de Nuestra Señora de la Concepción en vez de bajo el patronazgo de Santa María:

Juro a favor de capilla fundada por María Domínguez en el monasterio de Nuestra Señora de la Concepción de Portonovo de 30 317 maravedís.

La capilla, la más grande de las cuatro que posee el templo, se halla frente al presbiterio, en la zona del evangelio, y se accede a la misma a través de un arco apuntado con las aristas rematadas en un gran bisel y, en la clave, un Cristo en bajorrelieve mostrando las llagas. Ornamentada con nervios, braguetones, encadenados y cinco claves, contiene en el muro este un retablo pétreo con restos de policromía el cual consta de apoyos muy trabajados en los que se hallan a dos niveles dos impostas a modo de entablamento. La imposta inferior consiste en una gran gola sobre la que reposan los soportes de otra gran gola superior, con los apoyos rematados en pináculos, mientras que en el centro y descansando en la gola superior se levanta una hornacina la cual termina en concha de vieira. Respecto a la iconografía, en la parte inferior destaca una talla policromada de San Blas de Sebaste con una mano sobre el cuello por ser patrono de los enfermos de garganta, mientras que en la parte superior, entre dos arcos conopiales y bajo un pequeño rosetón de derrame interno con celosía, se ubica una imagen pétrea de factura popular de la Virgen la cual sujeta al Niño con la mano derecha a la vez que con la izquierda sostiene lo que parece ser una manzana; pese a ser conocida como la Virgen de la O, lo más probable es que la imagen mariana represente a la Virgen de Valvanera. A los pies de la estructura se halla una tampa sepulcral fechada hacia el siglo xvi cercada por un marco de madera y protegida tras una placa de vidrio. Respecto a las claves, la del norte muestra una estrella circundada por flores tetrapétalas; la del sur una flor de botón central compuesta por cuatro grandes pétalos y cercada por los sépalos; la del este un sol con cara; la del oeste una luna creciente también con cara; y la central una flor similar a la de la clave sur.

## San Roque
El 16 de agosto, con motivo de las fiestas patronales en honor a San Roque, patrón de la villa de Portonovo junto con Santa Catalina de Alejandría, las tallas de la Iglesia de Santa María procesionan desde Adina hasta la villa, donde se produce el tradicional encuentro entre las imágenes de Santa María de Adina y las de la Capilla de Santa Catalina. Tras producirse un primer avistamiento, los portadores bajan las imágenes desde los hombros hasta la altura de los brazos y, al ritmo de la música proporcionada por las gaitas, las aproximan unas a otras hasta dejarlas a una distancia de nueve metros, tras lo cual las tallas son depositadas en el suelo, volviendo a subir para dar tres pasos y terminar nuevamente en el suelo hasta que las imágenes que encabezan las dos comitivas (San Roque y la Virgen) quedan frente a frente, momento en que se efectúa una reverencia inclinando las andas sobre las que se encuentran las tallas, quedando las imágenes de Adina custodiadas en Portonovo hasta que tiene lugar la festividad de la Virgen de La Lanzada el último fin de semana de agosto y se produce el encuentro entre las tres comitivas y la consiguiente despedida.

## Galería de imágenes

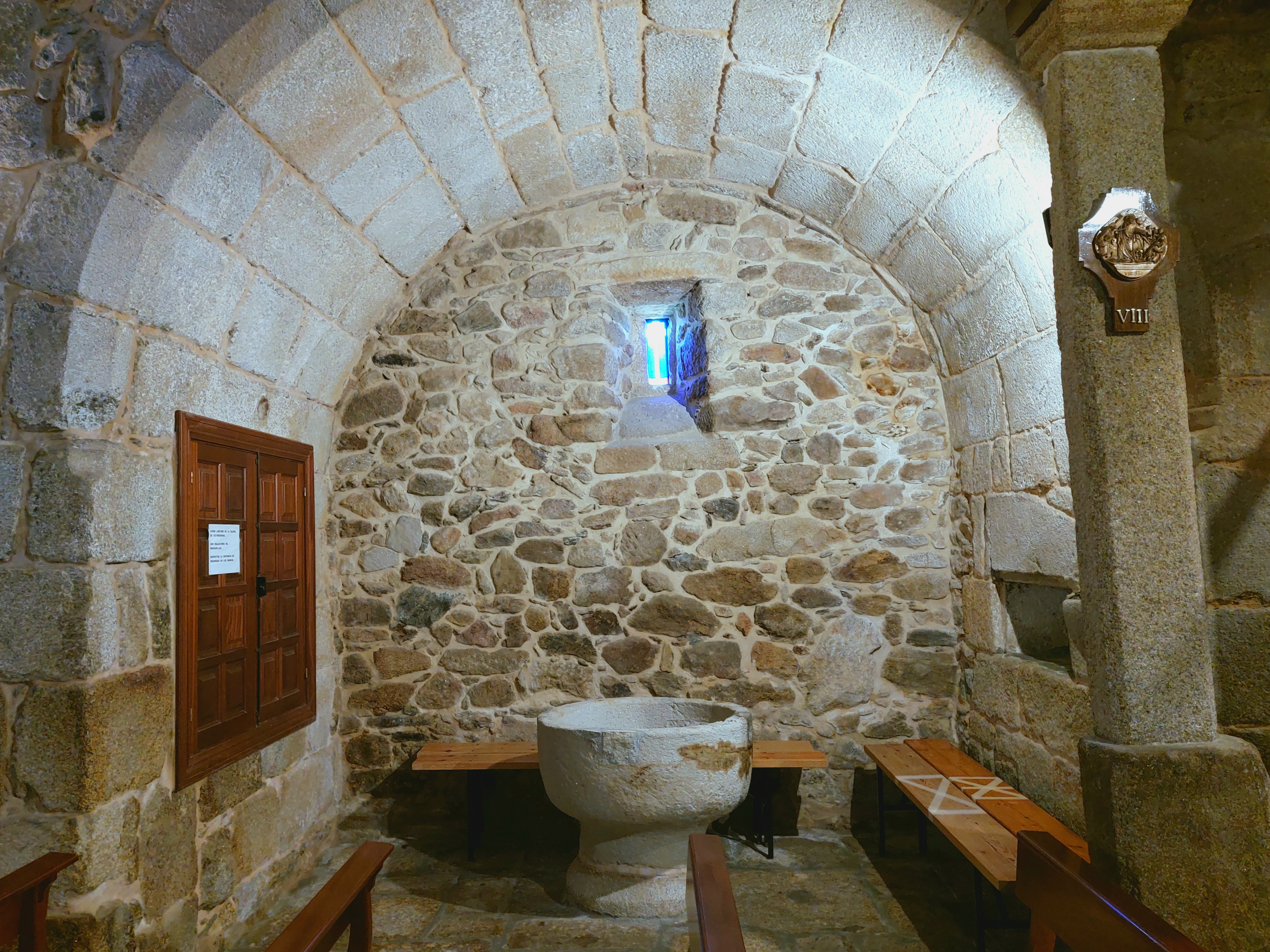
Baptisterio.
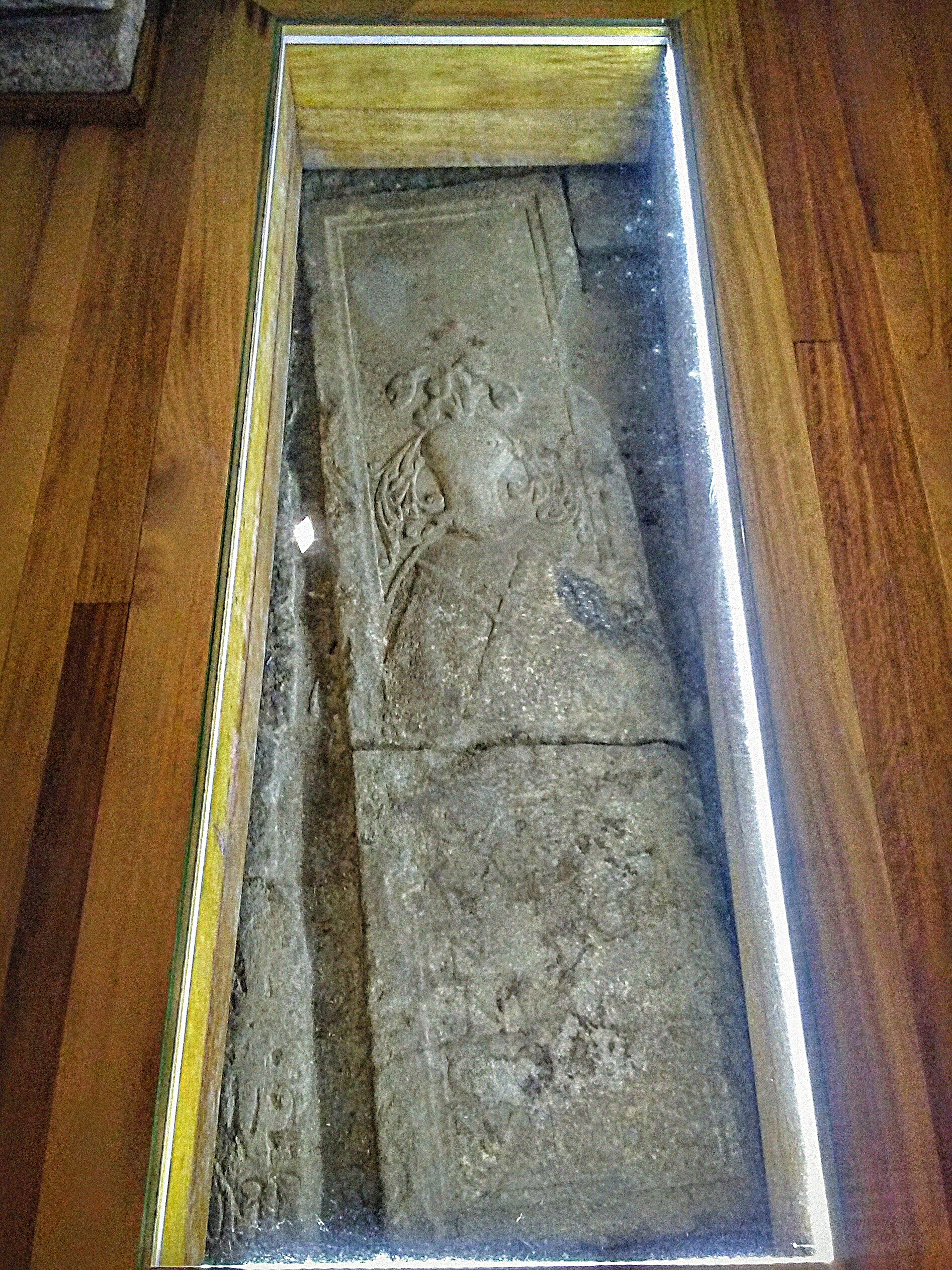
Tampa sepulcral.
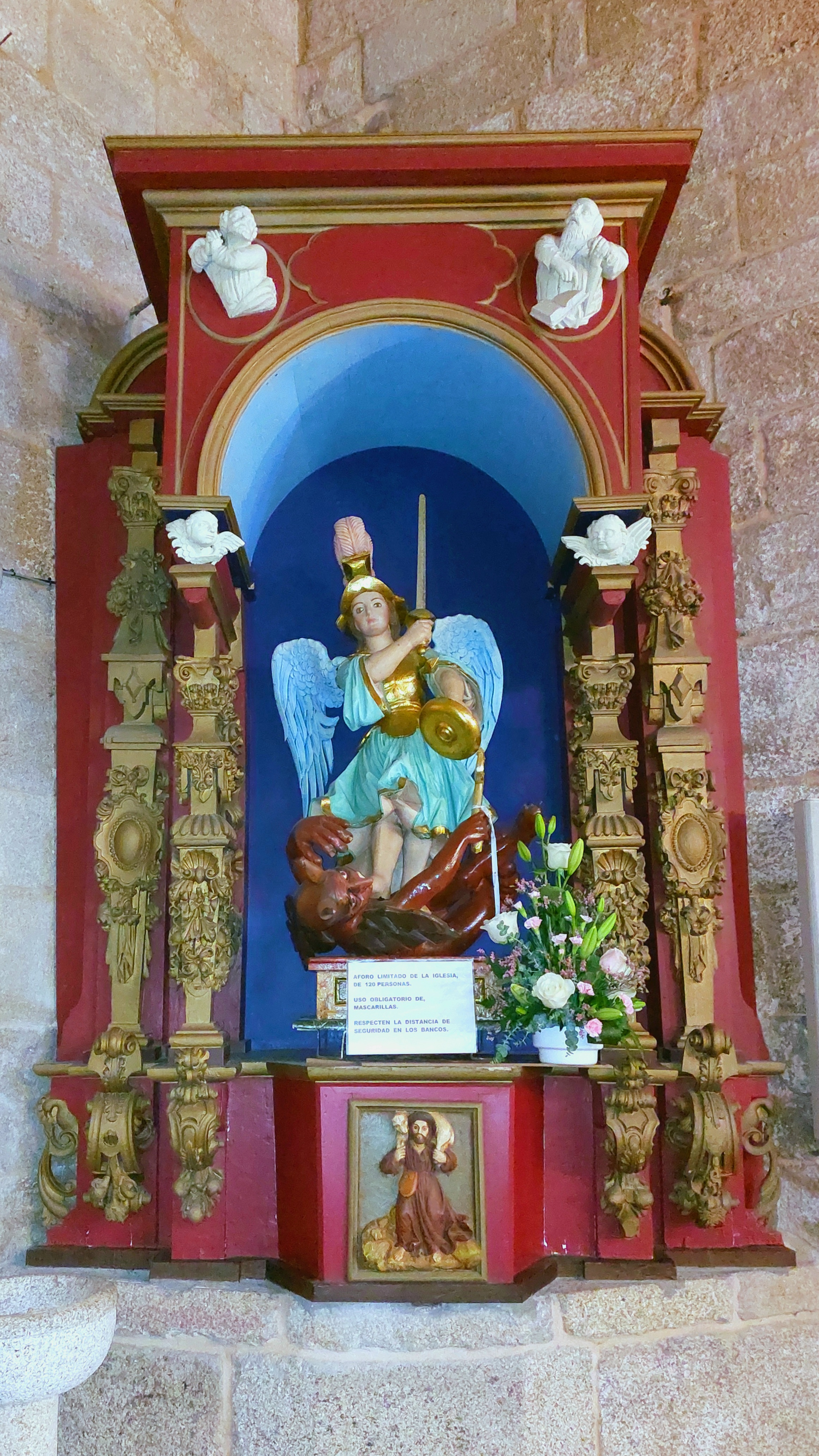
Retablo de San Miguel Arcángel.
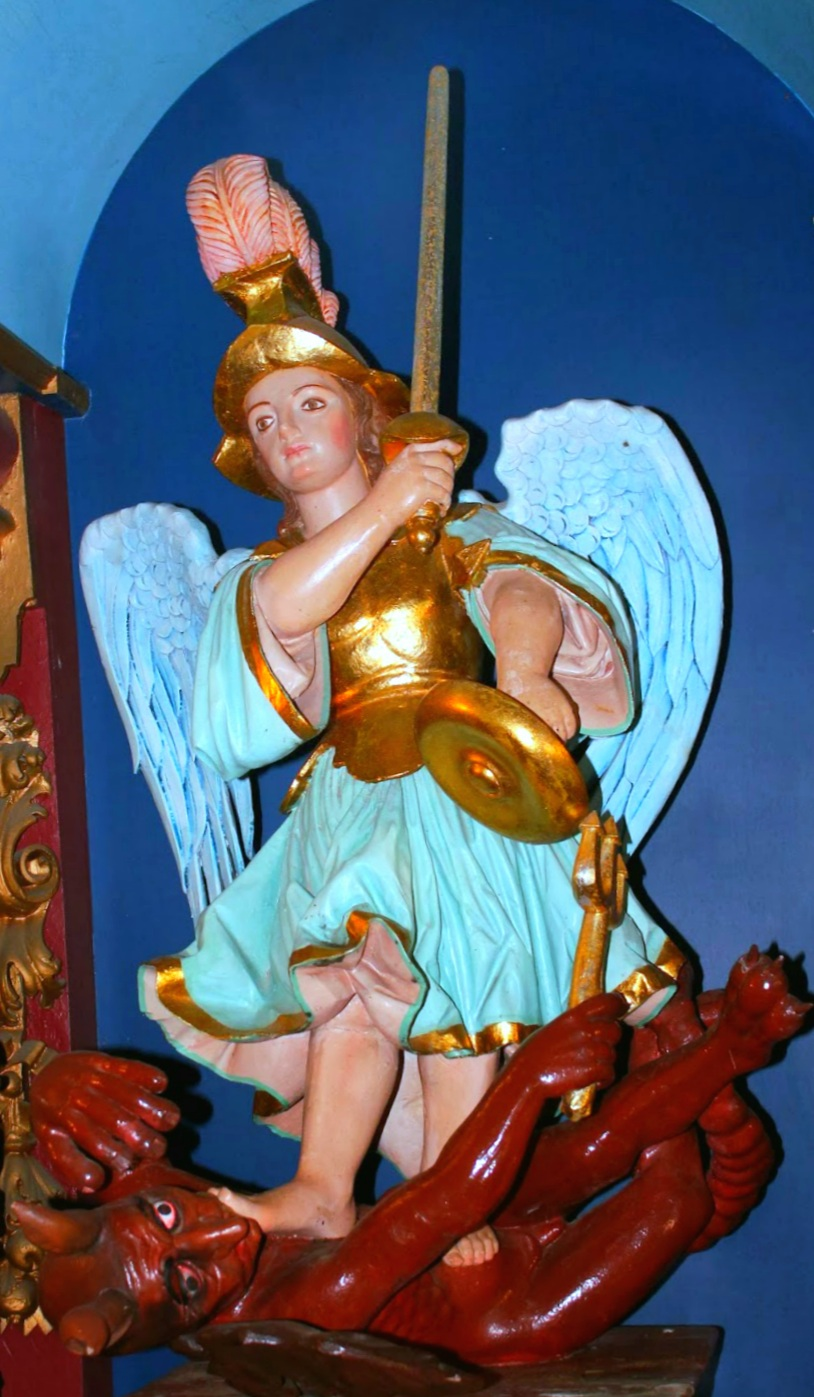
Talla de San Miguel Arcángel.
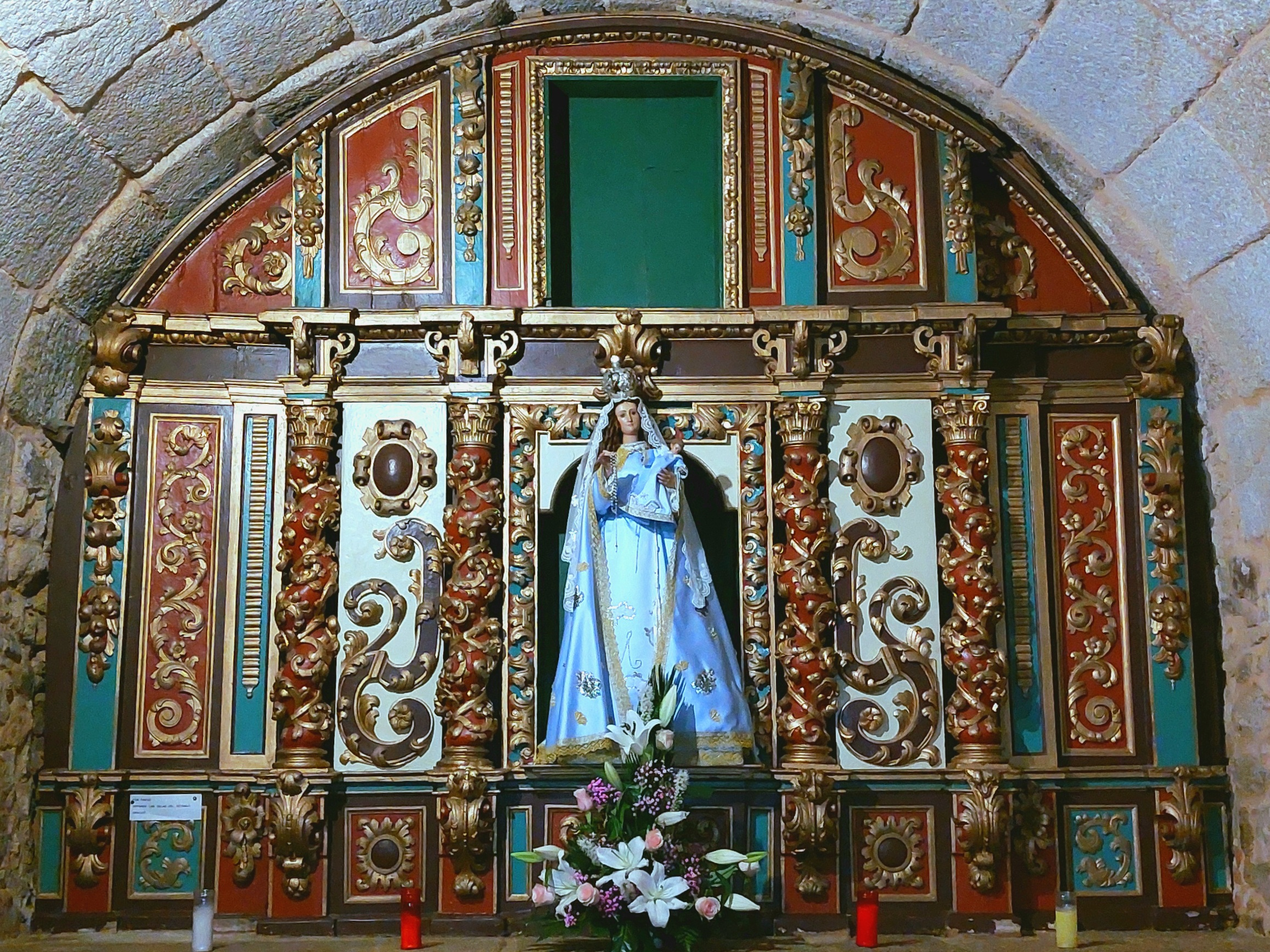
Retablo de la Virgen del Rosario.
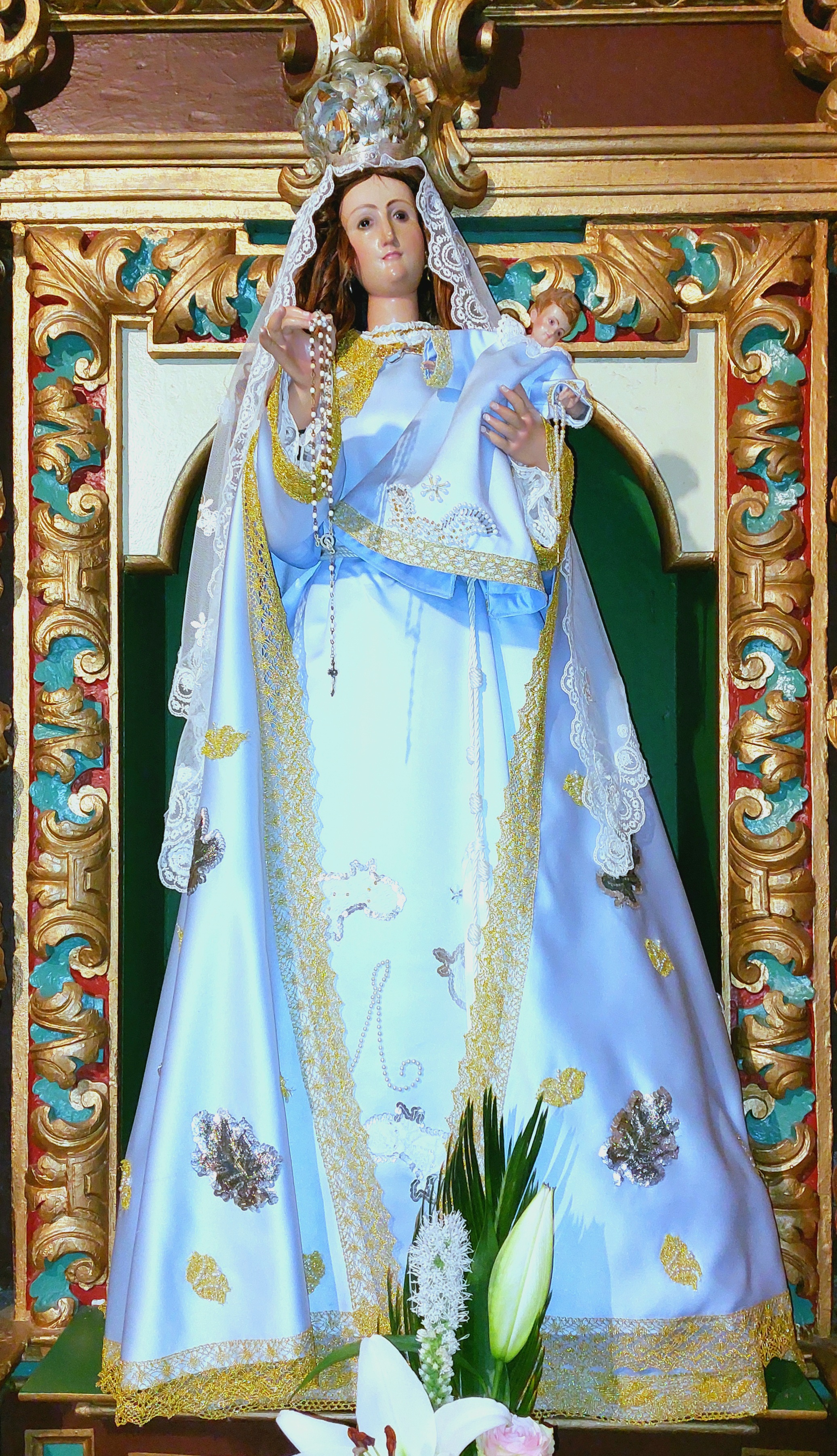
Talla de la Virgen del Rosario.
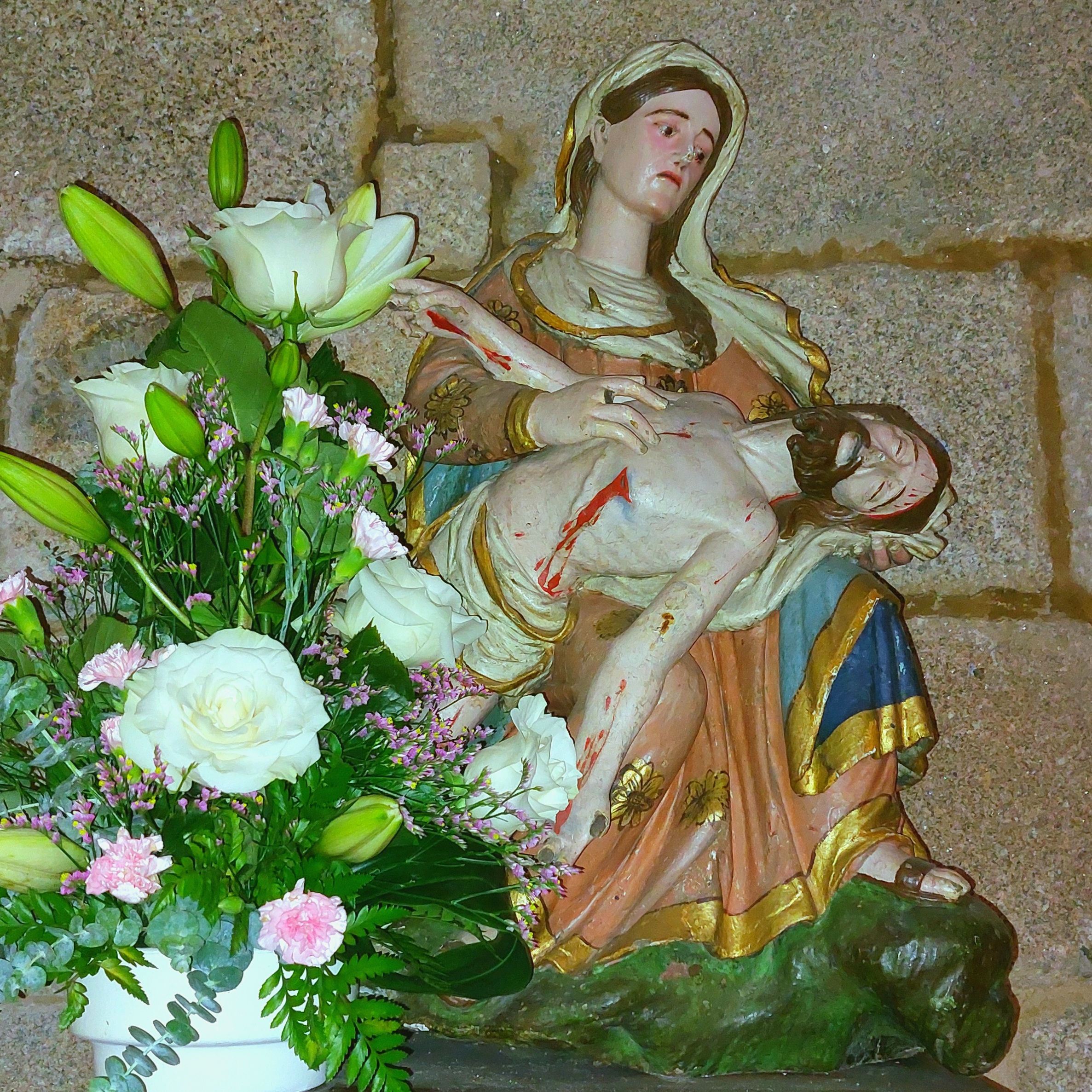
Talla de la Piedad.
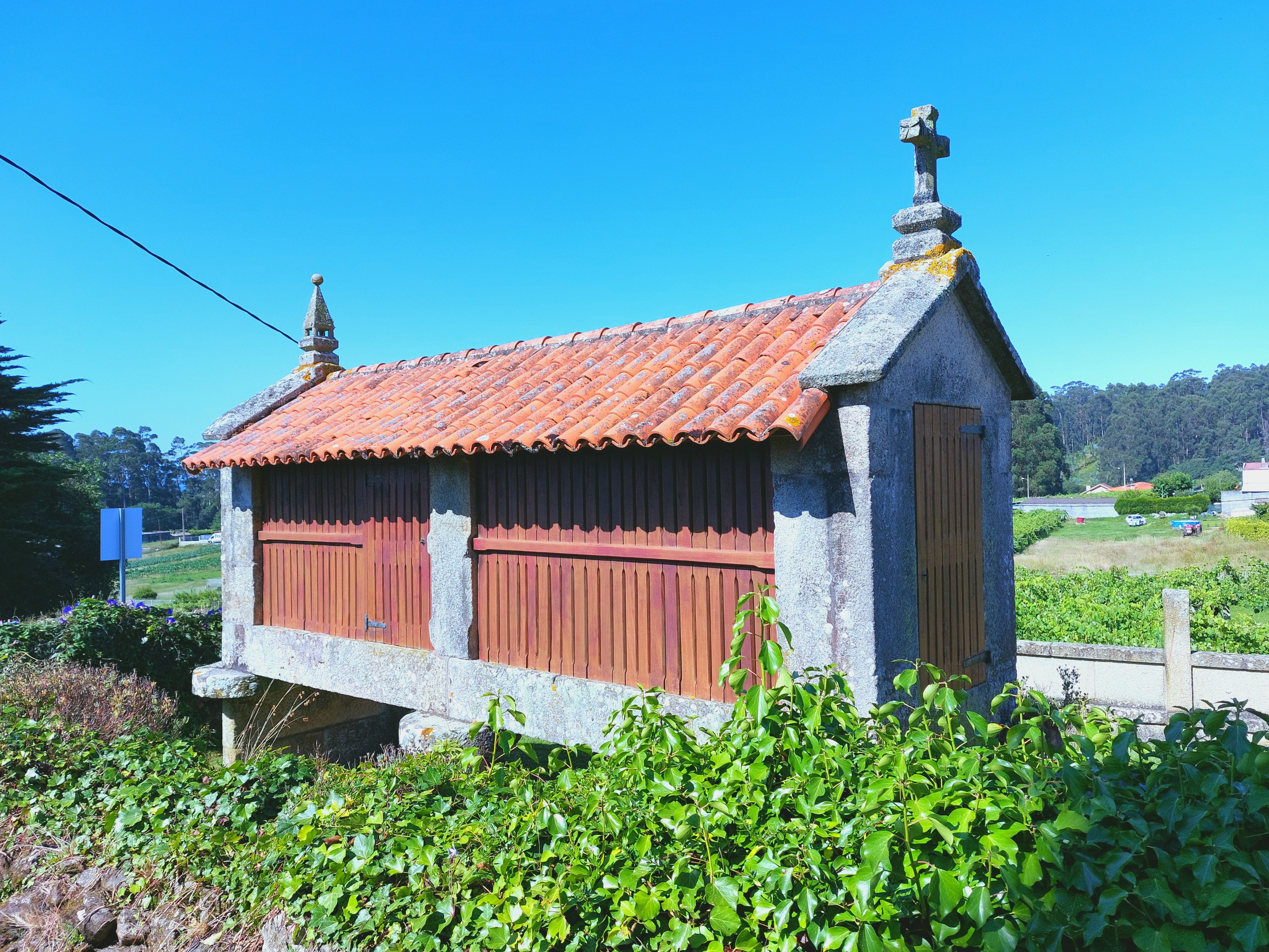
Hórreo situado frente al templo.